# Bernie Parrish
Pour les articles homonymes, voir Parrish.
(en) Statistiques sur pro-football-reference
Bernard Paul Parrish, né le 29 avril 1936 à Long Beach, en Californie et mort le 23 octobre 2019, à Springfield, dans le Missouri, est un joueur professionnel américain de football américain qui est cornerback dans la National Football League (NFL) et l'American Football League (AFL) pendant huit saisons au cours des années 1950 et 1960. Parrish a joué au football américain universitaire pour les Gators de l'université de Floride, puis professionnellement pour les Browns de Cleveland de la NFL et les Oilers de Houston de l'AFL. Ses mémoires, publiés en 1971, ont suscité une controverse, à la suite d'allégations de matchs « arrangés » par la NFL. 

## Jeunesse
Parrish est né à Long Beach, en Californie, en 1936. Il grandit à Gainesville, en Floride, où il fréquente le lycée P.K. Yonge et joue au football américain et au baseball pour le Blue Wave.

## Carrière universitaire
Parrish accepte une bourse de sport pour fréquenter l'université de Floride à Gainesville, et y joue au footbnall américain en 1956 et 1957 en tant que halfback et defensive back pour l'équipe des Gators de la Floride de l'entraîneur Bob Woodruff (en),. Parrish est nommé « Back of the Week » (arrière de la semaine) par l'Associated Press pour sa performance lors de la victoire 14-7 des Gators sur les Commodores de l'université Vanderbilt. Il court notamment pour 111 yards, marque les deux touchdowns, botte les deux points supplémentaires, fait une interception et effectue sept tackles, dont un pour empêcher les Commodores d'égaliser. 
Il joue également en deuxième base pour l'équipe de baseball des Gators de l'entraîneur Dave Fuller (en) de 1956 à 1958. En 1958, alors qu'il est junior, il frappe une moyenne de .433 et mène les Gators dans les points produits, les coups sûrs, les doubles et les home runs. Il reçoit les honneurs de la première équipe All-Southeastern (SEC) et est le premier joueur de l'équipe de baseball des Gators à être sélectionné dans la première équipe All-America.
Parrish décide de renoncer à sa dernière année d'éligibilité dans la National Collegiate Athletic Association (NCAA) et accepte un contrat de bonus de la Major League Baseball. Il retourne à Gainesville pendant la saison morte de la NFL pour terminer son diplôme et obtient une licence en construction de bâtiments en Floride en 1960. Il est intronisé au University of Florida Athletic Hall of Fame en tant que « Gator Great »,.

## Carrière professionnelle
Les Browns de Cleveland sélectionnent Parrish au neuvième tour (108e choix au total) de la draft 1958 de la NFL (en), et il joue pour les Browns de 1959 à 1966. On se souvient de lui pour une interception de 92 yards et un touchdown le 11 décembre 1960, contre les Bears de Chicago,, et qu'il intercepte une passe du grand Y. A. Tittle, des Giants de New York, lors de son dernier match en 1964,,. Parrish est un homme clé de la défense des Browns dans leur course à la victoire du championnat de la NFL en 1964. Au cours de ses sept saisons à Cleveland, il a vingt-neuf interceptions, dont trois pour des touchdowns. Après avoir participé à un match de la saison 1966, Parrish demande sa libération parce que les Browns lui demandent de partager le temps à son poste avec un autre joueur, et il joue le reste de la saison 1966 (onze matchs) pour les Oilers de Houston de l'American Football League (AFL) avant de prendre sa retraite à la fin de la saison.
Au cours de ses huit années de carrière de footballeur professionnel, Parrish participe à 105 matchs de saison régulière, enregistre un total de 31 interceptions, et retourne ces interceptions pour 557 yards et trois touchdowns.

## Statistiques NFL
| Année                  | Équipe                 | MJ                     |       | Plaquages | Plaquages | Plaquages | Plaquages |       | Interceptions | Interceptions | Interceptions | Interceptions |  | Fumbles | Fumbles |
| Année                  | Équipe                 | MJ                     | Total | Seul      | Ast.      | Sacks     | Nb.       | Yards | Déf.          | TD            | Nb.           | Rec.          |  |         |         |
| 1959                   | Browns de Cleveland    | 12                     | 0     | 0         | 0         | 0         | 5         | 83    | 0             | 1             | 0             | 0             |  |         |         |
| 1960                   | Browns de Cleveland    | 12                     | 0     | 0         | 0         | 0         | 6         | 238   | 0             | 1             | 0             | 1             |  |         |         |
| 1961                   | Browns de Cleveland    | 14                     | 0     | 0         | 0         | 0         | 7         | 40    | 0             | 0             | 0             | 1             |  |         |         |
| 1962                   | Browns de Cleveland    | 13                     | 0     | 0         | 0         | 0         | 2         | 37    | 0             | 0             | 0             | 0             |  |         |         |
| 1963                   | Browns de Cleveland    | 14                     | 0     | 0         | 0         | 0         | 0         | 0     | 0             | 0             | 0             | 1             |  |         |         |
| 1964                   | Browns de Cleveland    | 14                     | 0     | 0         | 0         | 0         | 4         | 98    | 0             | 1             | 0             | 1             |  |         |         |
| 1965                   | Browns de Cleveland    | 14                     | 0     | 0         | 0         | 0         | 4         | 35    | 0             | 0             | 0             | 1             |  |         |         |
| 1966                   | Browns de Cleveland    | 1                      | 0     | 0         | 0         | 0         | 1         | 16    | 0             | 0             | 0             | 0             |  |         |         |
| 1966                   | Oilers de Houston      | 11                     | 0     | 0         | 0         | 0         | 2         | 0     | 0             | 0             | 0             | 0             |  |         |         |
| Totaux chez les Browns | Totaux chez les Browns | Totaux chez les Browns | 0     | 0         | 0         | 0         | 29        | 557   | 0             | 3             | 0             | 5             |  |         |         |
| Totaux chez les Oilers | Totaux chez les Oilers | Totaux chez les Oilers | 0     | 0         | 0         | 0         | 2         | 0     | 0             | 0             | 0             | 0             |  |         |         |
| Totaux en NFL          | Totaux en NFL          | Totaux en NFL          | 0     | 0         | 0         | 0         | 31        | 557   | 0             | 3             | 0             | 5             |  |         |         |

## Après la NFL
Pendant son séjour chez les Browns, Parrish est représentant de l'équipe auprès de la National Football League Players Association (NFLPA), puis vice-président de la NFLPA. Après avoir pris sa retraite en tant que joueur, Parrish travaille avec les Teamsters à la fin des années 1960 dans une tentative infructueuse d'organiser un nouveau syndicat de joueurs NFL/AFL affilié aux Teamsters.

En 1971, Parrish écrit un livre à succès, They Call It A Game, publié par The Dial Press, sur l'économie et la politique de la NFL. Son livre comprend l'allégation controversée selon laquelle la NFL a arrangé les résultats de certains de ses matchs. Certains critiques ont cependant exprimé l'opinion que Parrish n'a pas réussi à étayer ces affirmations de manière concrète.
Parrish connaît une seconde carrière en tant que promoteur hôtelier avant de prendre sa retraite pour passer plus de temps avec sa femme et sa famille. En 2007, Parrish et l'cornerback des Packers de Green Bay, Herb Adderley, ont intenté une action collective au nom de joueurs retraités de la NFL contre la NFLPA et Players, Inc. une filiale de la NFLPA, à propos des avantages que les joueurs retraités tirent des frais de licence d'image et de nom des joueurs. Bien que Parrish soit finalement écarté de la poursuite en tant que demandeur principal de la classe représentée, le jury de première instance tranche en faveur des joueurs retraités et accorde un jugement de 28,1 millions de dollars contre la NFLPA et Players, Inc. dont 21 millions de dollars de dommages-intérêts punitifs. La NFLPA fait appel du jugement en février 2009, mais règle finalement l'affaire sans autre forme de procès.
Parrish critique sévèrement le défunt président de la NFLPA, Gene Upshaw, et excorie publiquement le bilan de ce dernier en matière d'invalidité et d'assistance médicale aux joueurs retraités de la NFL. Si de nombreux joueurs à la retraite sont d'accord avec les critiques de Parrish à l'égard d'Upshaw, beaucoup d'entre eux et d'autres observateurs pensent que Parrish est allé trop loin dans ses attaques contre Upshaw lorsqu'il insinue que ce dernier est impliqué dans la mort de sa première femme. La première femme d'Upshaw est apparemment morte de causes naturelles, elle et Upshaw sont divorcés depuis plus de dix ans au moment de sa mort, et les enquêteurs de la police déclarent qu'Upshaw n'est ni un suspect ni une personne d'intérêt dans aucune enquête. Un article de Sports Illustrated sur le clivage entre les joueurs à la retraite et Upshaw montre clairement que les anciens joueurs hésitent avant de contacter Parrish pour parler d'Upshaw à la presse,. 
Parrish est décédé le 23 octobre 2019 d'un cancer de la prostate.
Le 1er octobre 2017, Parrish est intronisé au Cleveland Browns Legends Hall en compagnie de Tony Adamle (en) à la mi-temps d'un match contre les Bengals de Cincinnati, leurs rivaux de division.

### Articles de journaux
1. ↑  (en) « Bernard Parrish Obituary - Visitation & Funeral Information », sur www.tributearchive.com (consulté le 10 février 2020)
2. ↑  (en) « Remembering Gators Great, NFL Champion Bernie Parrish », sur Florida Gators (consulté le 10 février 2020)
3. ↑  (en) « [https://web.archive.org/web/20120402035222/http://web.gatorzone.com/football/media/2011/media_guide.pdf The official 2011 University of Florida Football
Media Guide.] », sur web.gatorzone.com, Gatorzone, 2011 (version du 2 avril 2012 sur Internet Archive)
4. ↑  (en) Associated Press, « Bernie Parrish Selected As Back Of Week. », sur news.google.com, Gettysburg Times, 20 novembre 1957 (consulté le 10 février 2020)
5. ↑  (en) « 2009 Florida Gators Baseball Media Guide, Records », sur web.gatorzone.com, Gatorzone, 2009 (version du 11 juillet 2011 sur Internet Archive)
6. 1 2 3 4 5  (en-US) Richard Sandomir, « Bernie Parrish, All-Pro Cornerback Who Took on the N.F.L., Dies at 83 », The New York Times,‎ 25 octobre 2019 (ISSN 0362-4331, lire en ligne, consulté le 10 février 2020)
7. ↑  (en) « BERNARD PAUL PARRISH obtuary », The Plain Dealer, 27 octobre 2019 (consulté le 10 février 2020)
8. ↑  « Gator Greats - Gator F Club, Inc. », sur gatorfclub.org (consulté le 10 février 2020)
9. ↑  (en-US) « Bernie Parrish Blogs Here! », sur theOBR.com (consulté le 10 février 2020)
10. ↑  (en) « Former Browns Pro Bowl DB Parrish dies at 83 », Reuters,‎ 27 octobre 2019 (lire en ligne, consulté le 10 février 2020)
11. ↑  (en) Rich Exner et clevel, « This Day in Browns History: Cleveland defense sets club record with seven interceptions in 1960 win over the Chicago Bears », sur cleveland, 11 décembre 2009 (consulté le 10 février 2020)
12. ↑  (en) « Chicago Bears at Cleveland Browns - December 11th, 1960 », sur Pro-Football-Reference.com (consulté le 10 février 2020)
13. ↑  (en) « Cleveland Browns at New York Giants - December 12th, 1964 », sur Pro-Football-Reference.com (consulté le 10 février 2020)
14. 1 2  (en) « Bernie Parrish », sur NFL.com (consulté le 10 février 2020)
15. ↑  (en-US) « Jury Takes Up ‘Blackball’ Issue In N.F.L. Inquiry », The New York Times,‎ 19 novembre 1970 (ISSN 0362-4331, lire en ligne, consulté le 10 février 2020)
16. ↑  (en) « Bernie Parrish Stats », sur Pro-Football-Reference.com (consulté le 10 février 2020)
17. 1 2  (en-US) « Browns to induct Bernie Parrish, Tony Adamle into Legends during Alumni Weekend », sur www.clevelandbrowns.com (consulté le 10 février 2020)
18. ↑  (en-US) Paul Zimmerman, « They Call It A Game By Bernie Parrish. 319 pp. New York: Dial Press. $7.95. », The New York Times,‎ 26 septembre 1971 (ISSN 0362-4331, lire en ligne, consulté le 10 février 2020)
19. ↑  (en) Paul Zimmerman, « They Call It A Game; By Bernie Parrish. 319 pp. New York: Dial Press. $7.95. », sur timesmachine.nytimes.com, The New York Times, 26 septembre 1971 (consulté le 10 février 2020)
20. ↑  (en) Les Carpenter, « Parrish Tackles NFLPA Head-On Seeking Better Pensions for Retirees », The Washington Post,‎ 17 juin 2007 (lire en ligne)
21. ↑  (en-US) Alan Schwarz, « 2 Former N.F.L. Players Sue Over Sharing of Fees », The New York Times,‎ 15 février 2007 (ISSN 0362-4331, lire en ligne, consulté le 10 février 2020)
22. ↑  (en) Paul Elias, « Former NFL players can sue union over licensing deal . », sur usatoday30.usatoday.com, USA Today, 2 mai 2008 (consulté le 10 février 2020)
23. ↑  (en-US) Alan Schwarz, « Court Verdict for N.F.L. Retirees Starts New Era », The New York Times,‎ 11 novembre 2008 (ISSN 0362-4331, lire en ligne, consulté le 10 février 2020)
24. ↑  (en) Associated Press, « NFLPA to appeal $28.1 million payout to retirees », sur ESPN.com, ESPN, 5 février 2009 (consulté le 10 février 2020)
25. ↑  (en) Chris Mortensen, « Sources: NFLPA settles Adderley suit. », sur ESPN.com, ESPN, 4 juin 2009 (consulté le 10 février 2020)
26. ↑  (en-US) William C. Rhoden, « A Long Shot With the Gift for Resisting », The New York Times,‎ 26 novembre 2007 (ISSN 0362-4331, lire en ligne, consulté le 10 février 2020)
27. ↑  (en-US) « System of checks and imbalances », sur Los Angeles Times, 27 février 2007 (consulté le 10 février 2020)

### Ouvrages
1. ↑  Bynum et Sun 1998, p. 15-16, 19.
2. ↑  Martin 2006, p. 20.
3. ↑  Groza et Hodermarsky 2003, p. 91.
4. ↑  Kalb et Weinstein 2009, p. 60-61.